# Cavaria con Premezzo
Cavaria con Premezzo är en kommun i provinsen Varese i regionen Lombardiet i Italien. Kommunen hade 5 819 invånare (2018).